# کراسیمیر گایدارسکی
کراسیمیر گایدارسکی (به بلغاری: Красимир Гайдарски) متولد ۲۳ فوریه ۱۹۸۳ بازیکن سابق تیم ملی والیبال بلغارستان است. گایدرسکی به همراه تیم ملی بلغارستان مدال برنز قرمانی جهان ۲۰۰۳ و ۲۰۰۶ و مدال برنز جام جهانی ۲۰۰۷ را به دست آورد.
کراسمیر سابقه حضور در باشگاه های المپیاکوس، ریسایکلینگ برلین، نفتیانک اورنبورگ، کاله مازندران و لفسکی صوفیه را در کارنامه خود دارد.